# Alcides Maia
Alcides Castilho Maia (São Gabriel, 15 de septiembre de 1878 - Río de Janeiro, 2 de octubre de 1944) fue un periodista, político, cuentista, novelista y ensayista brasileño. Fue el primer gaúcho en ser miembro de la Academia Brasileña de Letras, siendo el segundo ocupante de la silla 4, y de la Academia Riograndense de Letras.
Representó a Río Grande del Sur en la Cámara de Diputados, en el periodo legislativo de 1918 a 1921. Integrante del Partido Republicano, su actividade parlamentaria se volcó a la preocupación con los problemas de educación y cultura.